# Иване I
Иване I (груз. ივანე; умер около 1080—1089) — грузинский военный деятель XI века, князь (эристави) Клдекари, Аргвети и Орбети-Самшвилде из рода Липаритидов (Багуаши) с 1059 года до своей смерти.
Иване I был сыном Липарита IV, князя Клдекари, бросившего вызов власти грузинских царей из рода Багратионов. Он принимал активное участие в борьбе своего отца против царя Баграта IV, чья окончательная победа в 1050-х годах вынудила Липарита и его семью отправиться в изгнание в Византийскую империю. К тому времени, Ниания, брат Иване, уже состоял на византийской государственной службе в городе Ани, где впоследствии и умер. Иване также изъявил желание поступить на службу византийской власти и был назначен императором Исааком I Комнином управляющим города Эрез в провинции Архамуни, располагавшегося недалеко от Феодосиополя (современный Эрзурум, Турция). Иване воспользовался ослаблением византийского контроля над восточной Анатолией после нападений сельджуков и беспорядков среди местного населения, расширив подвластную себе территорию. Он занял две крепости, Олноут и Хабцицин, в последней он арестовал имперского чиновника и присвоил себе большую часть имперской казны. Затем Иване двинулся к Феодосиополю и, когда ему было отказано во въезде в город, осадил его. Он был вынужден отступить, когда византийский наместник Ани послал на помощь Феодосиополю армию. Затем Иване заключил соглашение с сельджуками, возглавив грабительский набег на фему Халдия.
Некоторое время спустя Липарит IV, всё ещё находившийся в изгнании в Константинополе и остававшийся верным Византийской империи, убедил грузинского царя Баграта IV даровать прощение Иване. Около 1059 года Иване удалось вернуться в Грузию, где он был восстановлен в правах относительно части владений своего отца. Впоследствии Иване преданно служил Баграту IV и его преемнику Георгию II. Он был послом Баграта IV к сельджукскому султану Алп-Арслану и сыграл важную роль в разгроме войск Аль-Фазля ибн Мухаммеда, эмира Аррана из династии Шеддадидов, у Тбилиси в 1069 году. К 1073 году, однако, Иване сменил сторону и бросил вызов власти Георгия II. Царь был вынужден купить мир с ним, отдав ему город Самшвилде и крепость Лоцобани на берегу реки Ксани Липариту, его сыну. Иване же не ограничился этим и отбил у царского гарнизона крепость Гаги, которую он затем продал своему бывшему врагу Аль-Фазлю ибн Мухаммеду. В 1074 году, когда сельджуки снова вторглись в Грузию, Иване присягнул султану Мелик-шаху I, которого впрочем он впоследствии покинул. Сельджуки зашли вглубь Грузии в 1080 году, захватив Иване с его семьей в Самшвилде. С этого момента Иване исчезает со страниц исторических записей и свидетельств.